# И Хьо Сънг
И Хьо Сънг (на корейски: 이회성) е южнокорейски икономист.
Роден е на 31 декември 1945 година в областта Йесан в семейството на юрист, негов по-голям брат е политикът И Хьо Чанг. Завършва икономика в Сеулския университет, след което защитава докторат в Рътгърския университет в Съединените щати. Започва кариерата си в „Ексон Мобил“, а по-късно става професор по икономика на околната среда в Корейския университет. През 2015 година оглавява Междуправителствения панел за климатични промени.